# Здовбицька сільська територіальна громада
Здовбицька сільська громада — територіальна громада в Україні, в Рівненському районі Рівненської области. Адміністративний центр — с. Здовбиця.
Площа громади — 150,2 км², населення — 10 045 осіб (2020).

## Населені пункти
У складі громади 15 сіл:
- В'юнівщина
- Гільча Друга
- Гільча Перша
- Загребля
- Залісся
- Замлинок
- Здовбиця
- Івачків
- Йосипівка
- Коршів
- Кунин
- Лідаво
- Миротин
- Уїздці
- Урвенна